# Рыбальский сельский совет (Ахтырский район)
Рыбальский сельский совет (укр. Рибальська сільська рада) — входит в состав
Ахтырского района
Сумской области
Украины.
Административный центр сельского совета находится в 
с. Рыбальское.

## Населённые пункты совета
- с. Рыбальское
- с. Бандуры
- с. Беданы
- с. Желобы
- с. Ивахи
- с. Пластюки
- с. Шаповаловка